# Nahuel Arias
Nahuel Arias (Buenos Aires, Argentina; 2 de enero de 2005) es un futbolista argentino. Juega de defensor y su equipo actual es el Club Atlético San Lorenzo de Almagro de la Primera División de Argentina.

## Trayectoria

### San Lorenzo
Llegó a las inferiores de San Lorenzo en el año 2016. Dentro de sus logros, en la faz formativa, fue parte del plantel de la 7.ª División azulgrana que se consagró campeón en el año 2021. En aquella final ante Boca Juniors, Nahuel fue autor de uno de los goles para que San Lorenzo se impusiera por 3 a 0, en el Predio Tita Mattiussi de Racing Club.
Debutó oficialmente en la primera división en enero de 2024 frente al Vasco da Gama, en el marco de la Serie Río de la Plata 2024.

## Selección nacional
En abril de 2023, fue parte de la lista preliminar de la Selección Argentina para el Mundial Sub-20.
El 1 de marzo de 2024 fue convocado en la primera lista del nuevo ciclo 2024/2025 de la Selección de fútbol sub-20 de Argentina.

## Estadísticas

### Clubes
Actualizado al último partido disputado el 14 de septiembre de 2024.
| Club                  | Div.                | Temporada           | Liga | Liga | Copa Nacional | Copa Nacional | Copa Internacional | Copa Internacional | Total | Total |
| Club                  | Div.                | Temporada           | PJ   | G    | PJ            | G             | PJ                 | G                  | PJ    | G     |
| --------------------- | ------------------- | ------------------- | ---- | ---- | ------------- | ------------- | ------------------ | ------------------ | ----- | ----- |
| San Lorenzo Argentina |                     |                     |      |      |               |               |                    |                    |       |       |
| 1.ª                   | 2024                | 7                   | 0    | 3    | 0             | 2             | 0                  | 12                 | 0     |       |
| Total                 | Total               | 7                   | 0    | 3    | 0             | 2             | 0                  | 12                 | 0     |       |
| Total en su carrera   | Total en su carrera | Total en su carrera | 7    | 0    | 3             | 0             | 2                  | 0                  | 12    | 0     |